# Struthanthus rufo-furfuraceus
Struthanthus rufo-furfuraceus är en tvåhjärtbladig växtart som beskrevs av C.T. Rizzini. Struthanthus rufo-furfuraceus ingår i släktet Struthanthus och familjen Loranthaceae. Inga underarter finns listade i Catalogue of Life.